# كيفن براونلو
كيفن براونلو (بالإنجليزية: Kevin Brownlow)‏ هو مؤرخ ومصور سينمائي ومونتير وكاتب وكاتب سيناريو ومنتج أفلام ومخرج بريطاني، ولد في 2 يونيو 1938 في Crowborough ‏ في المملكة المتحدة.

## وصلات خارجية
- كيفن براونلو على موقع IMDb (الإنجليزية)
- كيفن براونلو على موقع الموسوعة البريطانية (الإنجليزية)
- كيفن براونلو على موقع ألو سيني (الفرنسية)
- كيفن براونلو على موقع ميوزك برينز (الإنجليزية)
- كيفن براونلو على موقع أول موفي (الإنجليزية)
- كيفن براونلو على موقع قاعدة بيانات الأفلام السويدية (السويدية)
- كيفن براونلو على موقع قاعدة بيانات الفيلم (الإنجليزية)
- كيفن براونلو على موقع كينوبويسك (الروسية)